# Jerzy Fularski
Jerzy Fularski (ur. 7 maja 1917 w Pielaszowie, zm.  26 listopada 2013) – polski podporucznik Wojska Polskiego, jeniec oflagu II C Woldenberg.

## Życiorys
Był synem Antoniego i Anieli Łukasiewicz W 1935 zdał maturę w Gimnazjum im. Marszałka Józefa Piłsudskiego w Sandomierzu. W szkole był harcerzem, m.in. w latach 1933–1934 uczestniczył w obozach żeglarskich prowadzonych przez Mariusza Zaruskiego, pływał na jachcie „Zawisza Czarny”, zdobył stopień żeglarza jachtowego. Po maturze został przyjęty do Szkoły Podchorążych Piechoty w Ostrowi Mazowieckiej, a po jej ukończeniu przydzielono go do 86 Pułku Piechoty w Mołodecznie.
Po wybuchu wojny walczył w rejonie Łowicza. Po rozbiciu pułku w bitwie pod Białobrzegami w dniach 21–22 września, próbował przedostać się do Warszawy, został jednak złapany i przewieziony do obozu jenieckiego w Lienzu nad Drawą. Z Lienzu trafił do Oflagu II C w Woldenbergu, skąd 28 czerwca 1940 uciekł razem z przyjacielem Janem Mickunasem. Chciał dalej walczyć, próbował ponownie przedostać się do Warszawy, co udało się jesienią. Włączył się w działalność konspiracyjną, nawiązał kontakt z Janem Rzepeckim i otrzymał przydział do grupy pozyskującej i kompletującej broń dla Armii Krajowej. Na skutek „wsypy” został aresztowany i osadzony w alei Szucha. Uciekł z transportu wiozącego go na rozstrzelanie. Zatrzymał się w Końskich u brata, który również działał w AK. Po pewnym czasie na polecenie gen. Grota Roweckiego jako kurier przedostał się przez Węgry do Turcji w celu nawiązania kontaktu z gen. Tokarzewskm. W październiku 1943 został aresztowany przez Turków, przekazany Niemcom i przetransportowany do Wiednia. Stamtąd ponownie trafił do Oflagu II C w Woldenbergu. Odzyskał wolność 30 stycznia 1945.
W 1948 wrócił wraz z najbliższymi do rodzinnego domu w Sandomierzu, gdzie do emerytury w 1977 pracował w Spółdzielni Owocarsko-Warzywniczej.
Za bohaterską postawę został odznaczony Orderem Virtuti Militari.
Wydał książkę Według gwiazd na wschód: moja ucieczka z oflagu i inne wojenne przeżycia, Międzychód: Drukarnia-Międzychód; Witnica: Miejska Biblioteka Publiczna [2009] ISBN 978-83-929388-0-4.
Został pochowany na Cmentarzu Komunalnym na Krukowie w Sandomierzu (sektor 24, grób 4632).

## Ordery i odznaczenia
- Virtuti Militari